# Hovkansler
Hovkansler var en svensk ämbetstitel, vars ursprung går att spåras till Johan III:s
tid då den finns omnämnd för första gången. Sin egentliga utformning fick den vid 1626 års omorganisation där hovkanslern blev den som närmast utövade ledningen av Kanslikollegium. 
Genom 1634 års regeringsform blev hovkanslern ledamot av kansliet och fick sin ämbetsmyndighet närmare bestämd. 1661 gavs han ansvar för kansliets inre arbete, 1713 utökades ämbetsansvaret ytterligare, och 1801 – när Kanslikollegium avskaffades – blev han ansvarig för tryckfriheten. 1809 års regeringsform gjorde hovkanslern ansvarig för grundlagsfrågor, han blev till utrikesstatsministerns närmaste man, och han tilldelades en plats i Sveriges statsråd (regeringen). 
Vid departementalreformen den 16 maj 1840 avskaffades hovkanslersämbetet.

## Hovkanslerer 1634-1840
- 1634-1651 Johan Adler Salvius
- 1651-1661 Nils Nilsson Tungel
- 1661-1664 Mathias Björenclou
- 1664-1666 Vakant
- 1666-1668 Johan Göransson Gyllenstierna af Lundholm
- 1668-1671 Vakant
- 1671-1674 Emund Gripenhielm
- 1674-1680 Edvard Philipsson Ehrenstéen
- 1677-1680 Frans Joel Örnestedt, tillförordnad
- 1680-1685 Frans Joel Örnestedt
- 1685-1687 Erik Lindenschöld
- 1687-1690 Nils Gyldenstolpe
- 1690-1693 Vakant
- 1693-1704 Johan Bergenhielm
- 1704-1705 Georg Fredrik von Snoilsky
- 1705-1709 Wilhelm Julius Coyet
- 1710 Johan Paulinus Lillienstedt
- 1710 Gustaf Cronhielm
- 1710-1714 Gustaf Henrik von Müllern
- 1714-1716 Johan Palmqvist
- 1716-1720 Georg Wachschlager
- 1720-1723 Carl Gyllenborg
- 1723-1727 Joachim von Düben
- 1727-1747 Johan Henrik von Kochen
- 1747-1750 Erik Mathias von Nolcken
- 1751-1755 Carl Otto Hamilton af Hageby
- 1756 Henning Adolf Gyllenborg
- 1756-1758 Edvard Carleson
- 1763 Olof von Dalin
- 1763 Nils Barck
- 1764-1769 Carl Vilhelm von Düben
- 1769-1773 Sven Bunge
- 1773-1781 Fredrik Sparre
- 1781-1786 Malte Ramel
- 1786-1792 Vakant
- 1792-1798 Lars von Engeström
- 1793-1797 Nils Barck den yngre, tillförordnad
- 1797-1801 Fredrik Vilhelm von Ehrenheim, tillförordnad
- 1801-1809 Christoffer Bogislaus Zibet
- 1809 Gustaf Lagerbielke
- 1809-1824 Gustaf af Wetterstedt
- 1824-1825 David von Schulzenheim, tillförordnad
- 1825-1838 David von Schulzenheim
- 1838 August von Hartmansdorff, tillförordnad
- 1838-1840 Albrecht Elof Ihre, tillförordnad